# Skrývaná láska
Skrývaná láska (v originále Un amour à taire) je francouzský televizní film z roku 2005, který režíroval Christian Faure. Film o dvojici gayů a židovské dívce se odehrává v okupované Paříži za druhé světové války.

## Děj
Mladá židovka Sara se jako jediná z rodiny zachrání před falešným převaděčem. V Paříži vyhledá svého kamaráda z dětství Jeana Lavandiera, který ji ubytuje u svého přítele Philippa, a obstará jí falešné doklady. Lavandierovi mají prosperující prádelnu, kde Sara pod jménem Yvona získá zaměstnání. Jeanův starší bratr Jacques se právě vrací z vězení, kam byl odsouzen za šmelinu. Jeho otec mu odmítne obchod předat a vedení podniku svěří Jeanovi. Jacques z účetních knih tajně zjišťuje, který z židovských zákazníků si nevyzvedl své zásilky a dává tipy kolaborantům. Přitom zjistí, že častým zákazníkem jejich podniku je i Philippe. Náhodou se doví, že Jean a Philippe jsou milenci. Jacques je zamilovaný do Sary, ale ta jej odmítá, protože je platonicky zamilovaná do Jeana, i když ví, že je homosexuál. Ze žárlivosti Jacques vymyslí plán, jak získat Saru i podnik. Požádá kolaborujícího policejního inspektora Bretona, aby Jeana na jeden den zatkl a Jacques jej poté díky svým konexím nechá dostat z vězení. Jean je však veden v seznamech SD jako homosexuál, takže je předán německým vyšetřovatelům, kteří se domnívají že byl milencem německého důstojníka. Poté je poslán do koncentračního tábora Flossenbürg na převýchovu. Odtud jakožto nepřevychovatelný homosexuál je poslán do tábora Dachau na lékařské pokusy. V Paříži je Phillipe jakožto člen odboje zabit při přestřelce. Jacques si vezme Saru za ženu a mají spolu syna. Díky konexím s Němci se mu podaří získat arizovanou prádelnu a rozšířit tak podnik. Po osvobození je souzen jakožto kolaborant. Když proti němu svědčí policejní inspektor Breton, že udal svého bratra, spáchá v cele sebevraždu. Z Německa je repatriován Jean. S těžkým poškozením mozku v důsledku provedené lobotomie krátce poté doma umírá, aniž by si uvědomil, kde je.
Po více než 50 letech po válce, v roce přijíždí Sara se svým synem a svými dvěma vnuky do Paříže, aby se v Památníku deportovaných zúčastnila uznání homosexuálních obětí během německé okupace Francie.

## Obsazení
| Jérémie Rénier         | Jean Lavandier             |
| Louise Monot           | Sara Morgenstern           |
| Bruno Todeschini       | Philippe                   |
| Nicolas Gob            | Jacques Lavandier          |
| Charlotte de Turckheim | Marcelle Lavandier         |
| Michel Jonasz          | Armand Lavandier           |
| Olivier Saladin        | policejní inspektor Breton |

## Ocenění
- Mezinárodní televizní filmový festival v Bagnères-de-Luchon: speciální cena poroty, cena publika, nejlepší scénář, mladá nadějná herečka (Louise Monot), mladý nadějný herec (Nicolas Gob)
- Gay a lesbický festival v Miami: nejlepší film vysílaný na HBO